# Gistola
Il monte Gistola (in georgiano გისტოლა?) o Gestola (in russo Гестола?) è una delle vette del Muro di Bezengi della Catena del Caucaso. Si trova nella regione di Bezengi della Cabardino-Balcaria (Russia) al confine con la Mingrelia-Alta Svanezia (Georgia).
Visto da nord, la vetta ha una caratteristica forma triangolare. La struttura è piramidale a base quasi quadrata, orientata a 45° rispetto ai punti cardinali. La sua altezza è di 4860 m..
Sono descritte varie vie di arrampicata con grado di difficoltà da 3b al 5b, sia frontalmente dalla valle che attraversando parte del muro di Bezengi attraverso il picco Esenin e il monte Lalveri.